# 防衛監察本部
防衛監察本部（日语：／*/?）是防卫省的特别机关。

## 概要
防卫设施厅串通事件和自卫队的信息泄露等问题，促使成立了这个直属于防衛大臣的组织，以检查全省各地的法规遵守情况。
根据《国家行政组织法》第8条第3款“特别机关”的规定，《防卫省设立法及自卫队法部分修正法》（平成19年法律第80号：2007年6月8日公布，同年9月1日生效）作为依据进行了修订。该机构由文职人员、陆海空自卫官等组成，并包括来自公正交易委员会、法务省（检察厅）派驻人员以及注册会计师等外部引进人员。
该机构独立于省内各机关之外，在预算执行的适当性和高效性、遵守法规等方面调查防卫省和自卫队的工作执行情况，并向防卫大臣报告结果和提出改善措施。依据训令现有编制数截至令和4年共38人，令和4年度初步预算约8亿日元。

## 沿革
- 2003年，有事法制（日语：有事法制）整备的项目开始进行，野党公布了紧急事态基本法（日语：緊急事態基本法）等。
- 2004年，关于武力攻击情况下国民保护措施法（日语：武力攻撃事態等における国民の保護のための措置に関する法律）（通称国民保护法）获得通过。
- 2006年1月发生了防卫设施厅串通事件，2007年10月发生了山田洋行事件（日语：山田洋行事件）。此外还发生了自卫队信息泄露事件，因此根据防卫省设立法（日语：防衛省設置法）公开请求新设立了监察机构以确保遵守法规。修正法公布时的防卫大臣是久间章生（2006年9月26日—2007年7月4日），而在2007年期间则有小池百合子、高村正彦和石破茂担任防卫大臣。但是，在设立时的防卫大臣是高村正彦。
- 2007年10月12日，防卫大臣石破茂修改了基于国民保护法的防卫厅及其所属机构（即现在的防卫省和防卫施设厅）关于国民保护的计划并调整了组织架构[8]。而负责监察部门的主管部门是总务课。
- 2017年，在自衛隊日報問題（日语：自衛隊日報問題）（南苏丹日报隐瞒问题（日语：自衛隊南スーダン派遣#日報隠蔽問題））在国会引起争议时，进行了第五次特别防卫监察。
- 2022年，针对2022年自卫队性侵害事件（日语：2022年に発覚した自衛隊での性被害），计划进行第六次特别防卫监察。

## 依据法规
依据《防卫省设置法》第29条，
1. 防卫监察本部负责监督员工在职务执行中遵守法令和其他职务执行的适当性保障事务。
2. 防卫监察本部长担任防卫监察官。
3. 防卫监察官根据防卫大臣的命令进行第一项的监察工作。
4. 防卫监察本部内部组织由政令规定。
5. 防卫监察本部的位置由防卫省令确定。

## 组织架构
根据《防卫省组织令》（第162条—165条）：
- 防卫监察监（官名：防卫事务官、政令指定职5号[10]）
- 副监察监（1人）
- 总务课
- 统括监察官（1人）
- 监察官（3人，陆海空少将各1人）

在任命上，“防卫监察本部”不加于防卫监察監之前，而是加于副監察監以下。虽然防卫监察本部是防卫省的特别机构，但由于其任务性质为检查，所以作为防卫监察监并非来自于防衛省，而是从法律界（以高级检查厅检事长退休者为基准）中选拔。

## 设置地点
防卫监察本部根据《防卫大学校、防卫医科大学校、防卫研究所及防卫监察本部组织规则》（第24条）的规定，设在东京都。

## 监察种类
- 定期防卫监察
- 临时防卫监察
- 特别防卫监察 - 主要针对通过内部告发发现的事件进行监察

## 干部
| 官职名     | 阶级       | 姓名     | 任命日期       | 前職                                                |
| ---------- | ---------- | -------- | -------------- | --------------------------------------------------- |
| 防衛監察監 | 防衛事務官 | 久木元伸 | 2025年月24日   | 福岡高等检察厅检事长                                |
| 副監察監   | 防衛事務官 | 水田裕滋 | 2024年7月19日  | 駐留軍等労働者労務管理機構理事→ 時期不明 大臣官房付 |
| 統括監察官 | 防衛事務官 |          | 2022年4月1日   |                                                     |
| 監察官     | 陸将補     | 堀田秀成 | 2025年3月24日  | 中部方面総監部幕僚副長                              |
| 監察官     | 海将補     | 德留秀和 | 2025年3月24日  | 第4航空群司令                                       |
| 監察官     | 空将補     | 熊谷三郎 | 2023年12月22日 | 統合幕僚学校副校長                                  |